# Te Wahipounamu
Te Wahipounamu (maorsky „místo zeleného kamene“) je přírodní rezervace ležící v jihozápadním cípu Jižního ostrova Nového Zélandu. Místo objevil Evropan Abel Janszoon Tasman v roce 1642. Následující roky byla tato oblast cílem lovců, kteří zdecimovali zdejší populaci tuleňů.
Oblast se nachází na jihozápadě Nového Zélandu v pohoří Jižních Alp a zahrnuje čtyřicet přírodních rezervací o souhrnné rozloze 26 000 km² (z toho 4 národní parky: Aoraki/Mount Cook, Westland, Mount Aspiring a Fiordland). Te Wahipounamu patří mezi nejvlhčí části světa s průměrnými ročními srážkami kolem 10 000 mm. Vegetace je v této oblasti velice různorodá, díky přírodním a klimatickým podmínkám. V roce 1990 bylo Te Wahipounamu zapsáno na Seznam světového dědictví UNESCO.

## Fotogalerie

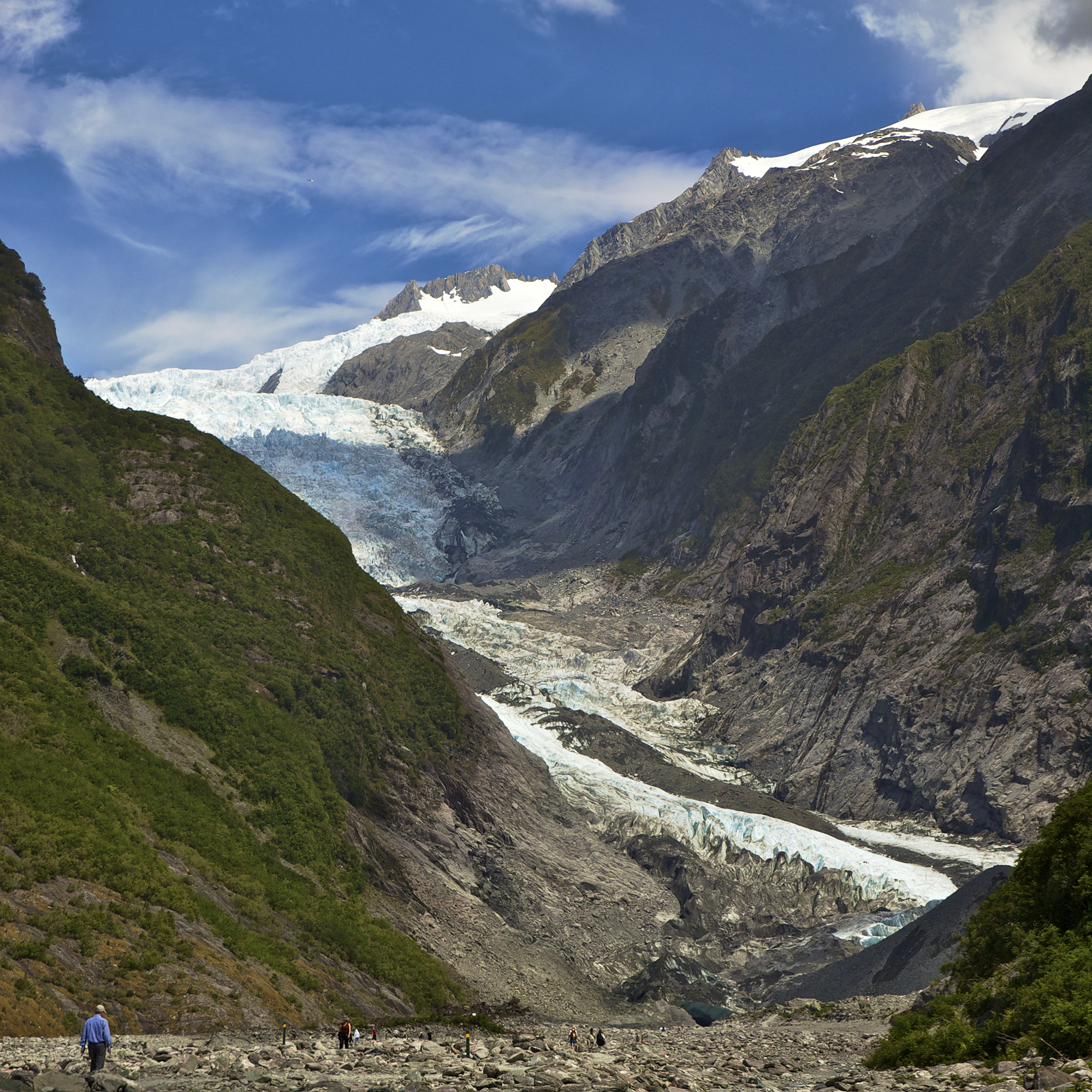
Ledovec Franz Josef Glacier v Národním parku Westland
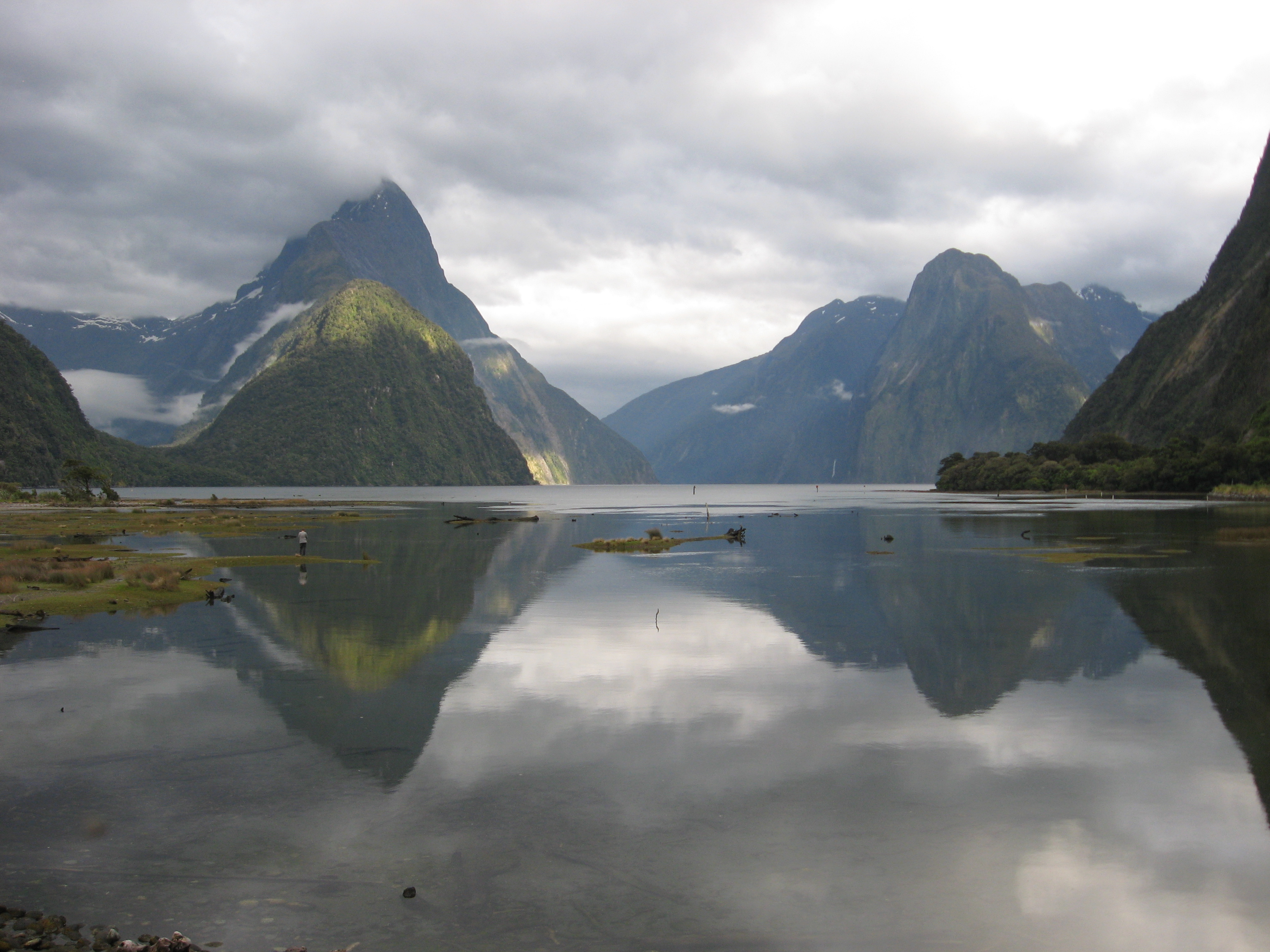
V Národním parku Fiordland
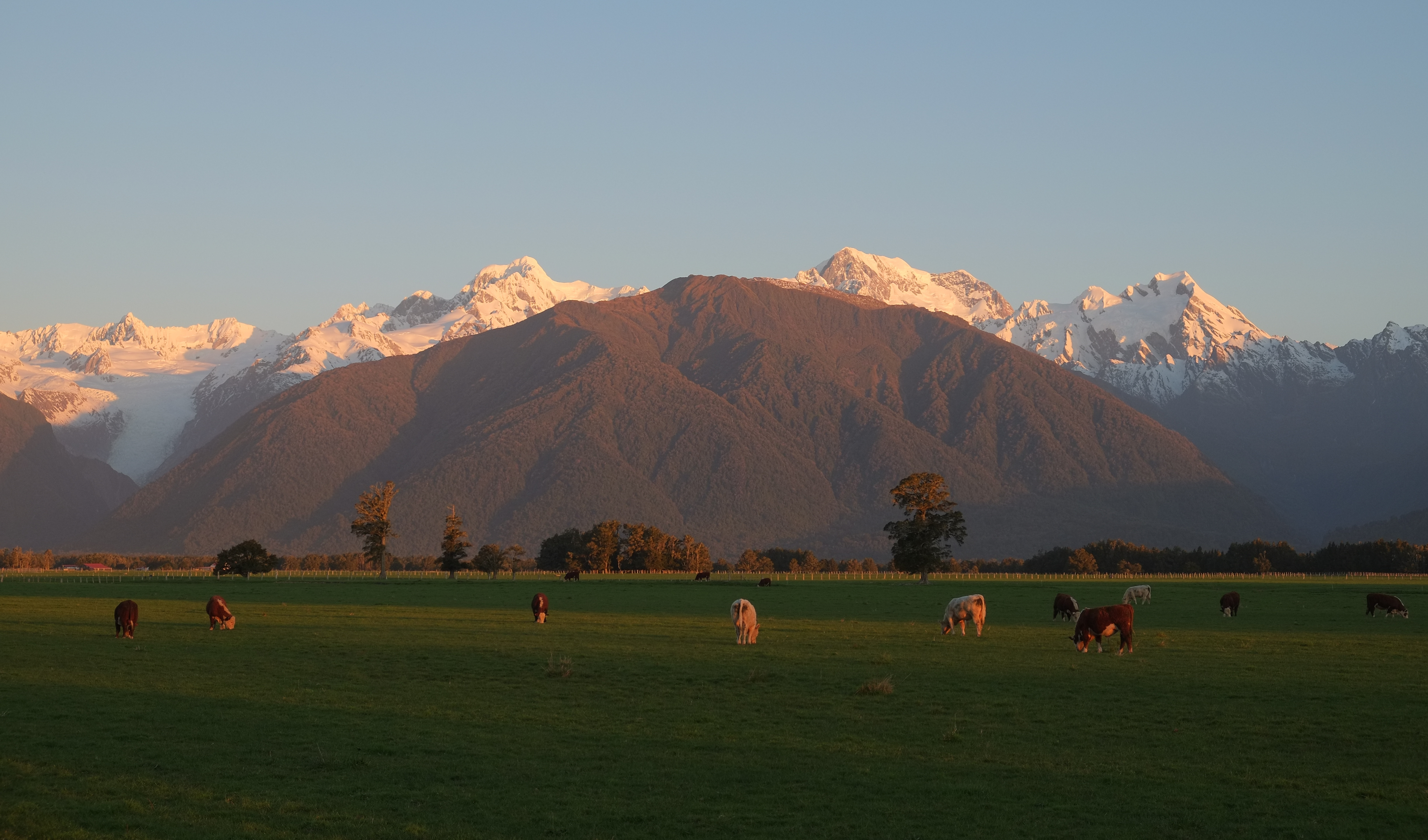
Pastviny na západním pobřeží, v pozadí Mount Cook a Mount Tasman
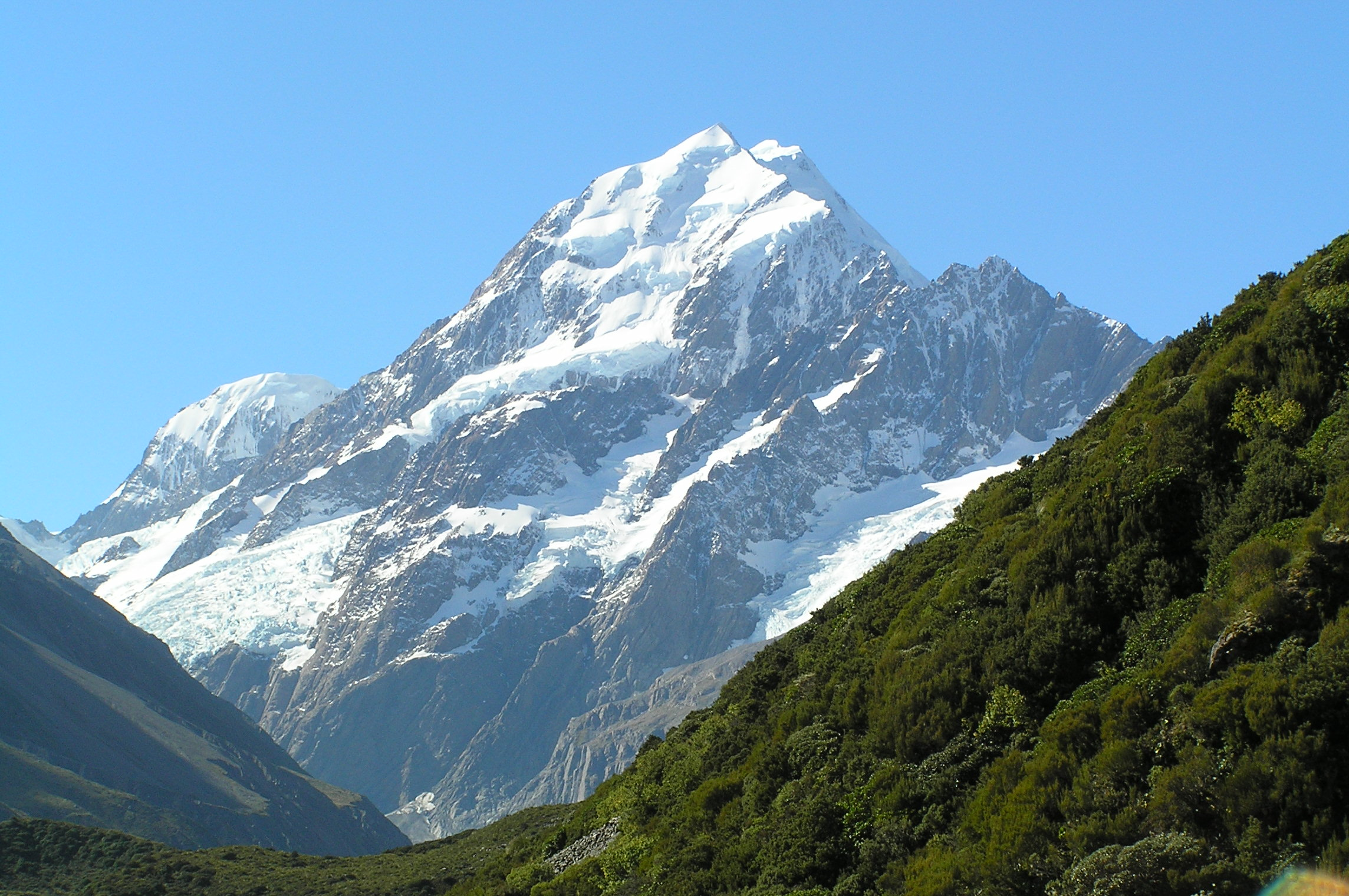
Aoraki/Mount Cook
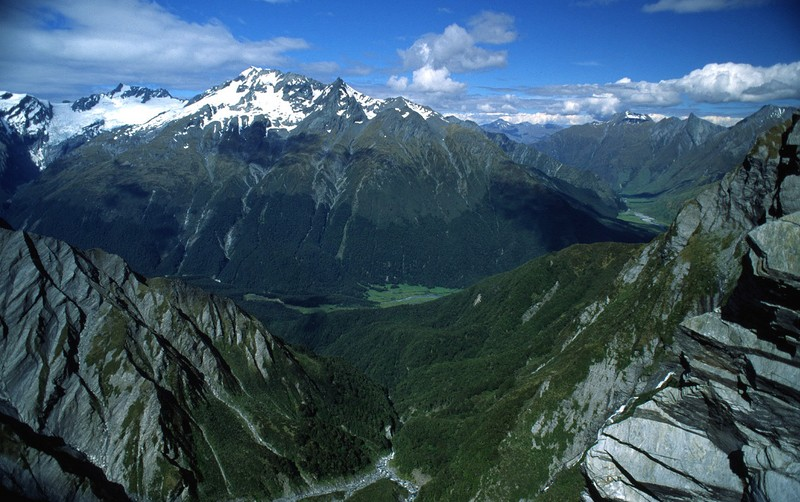
Mount Aspiring